# إنانا
إنانا أو نينا هي إلهة بلاد الرافدين القديمة المرتبطة بالحب والجمال والجنس والرغبة والخصوبة والحرب والعدالة والسلطة السياسية. كانت تعبد في الأصل في سومر وعبدها لاحقًا الأكاديون والبابليون والآشوريون تحت اسم عشتار. كانت تُعرف باسم «ملكة السماء» وكانت ربة معبد إينا في مدينة الوركاء، والتي كانت لها مركز عبادة رئيسية. لقد ارتبطت بكوكب الزهرة وكان من أبرز رموزها الأسد والنجمة ذات الثماني نقاط. كان زوجها هو الإله دوموزيد (المعروف لاحقًا باسم تموز). سوكالها، أو المرافقة الشخصية لها، هي الإلهة نينشوبور (التي أصبحت فيما بعد الإله الذكر بابسوكال).
كانت إنانا تعبد في سومر على الأقل منذ فترة الوركاء (حوالي 4000-3100 قبل الميلاد) ، لكنها كانت لديها مجموعة صغيرة من التابعين العباد قبل فتح سرجون أكاد. خلال حقبة ما بعد السرجونية، أصبحت واحدة من أكثر الآلهة الموقرة على نطاق واسع في المعبد السومري، بالأضافة إلى المعابد في جميع أنحاء بلاد الرافدين. استمرت عبادة إنانا (عشتار) ، والتي ربما كانت مرتبطة بمجموعة متنوعة من الطقوس الجنسية، من قبل الأشخاص الناطقين باللغة الشرق-سامية الذين خلفوا السومريين في المنطقة. كانت محبوبة بشكل خاص من قبل الآشوريين، الذين رفعوها لتصبح أعلى ألوهية من آلهتهم، متقدمة في ذلك على إلههم آشور. تمت الإشارة إلى إنانا في التوراة العبرية، وقد أثرت تأثيرًا كبيرًا على الإلهة الفينيقية عشتروت، التي أثرت لاحقًا على تطور الإلهة اليونانية أفروديت. استمرت عبادتها في الازدهار حتى تدهورها التدريجي بين القرنين الأول والسادس الميلادي في أعقاب المسيحية، على الرغم من أنها حافظت على صيتها في أجزاء من بلاد الرافدين في أواخر القرن الثامن عشر.
تظهر إنانا في عدد من الأساطير أكثر من أي ألهة سومرية أخرى. تتضمن العديد من أساطيرها السيطرة على مجالات الآلهة الأخرى. كان يعتقد أنها سرقت موضوعات تمثل جميع الجوانب الإيجابية والسلبية للحضارة، من إنكي، إله الحكمة. كان يُعتقد أيضًا أنها استولت على معبد إينا من آن، إله السماء. إلى جانب شقيقها التوأم أوتو (المعروف لاحقًا باسم شمش) ، كانت إنانا هي المنفذ للعدالة الإلهية ؛ دمرت جبل إيبي بسبب تحدي سلطتها، وأطلقت غضبها على البستاني شوكاليتودا بعد أن اغتصبها في نومها، وتعقبت امرأة العصابات بيلولو وقتلتها في القصاص الإلهي لقتلها تموز. في النسخة الأكادية القياسية من ملحمة جلجامش، تطلب عشتار من جلجامش أن يصبح قرينها. عندما يرفض، أطلقت العنان لثور السماء، مما أدى إلى وفاة كل من إنكيدو وجلجامش المحكم بموته.
أشهر أساطير إنانا هي قصة نزولها إلى (كور) والعودة إلى عالمها السومري السفلي، وهي أسطورة تحاول من خلالها التغلب على مجال شقيقتها الكبرى إريشكيجال، ملكة العالم السفلي، لكنها تُعتبر مذنبة من قبل قضاة العالم السفلي السبعة الذين تم قتلهم. بعد ثلاثة أيام، ناشد نينشوبور مع جميع الآلهة إعادة إنانا، لكنهم جميعًا رفضوا باستثناء إنكي، الذي يرسل كائنين بلا جنس لإنقاذ إنانا. يرافقون إنانا إلى خارج العالم السفلي، لكن غالا، حامي العالم السفلي، يجر زوجها تموز إلى العالم السفلي كبديل لها. يُسمح لتموز في النهاية بالعودة إلى الجنة لنصف السنة بينما شقيقته جشتينانا تبقى هناك، في العالم السفلي، للنصف الآخر، مما أدى إلى دورة الفصول.

## أصل الكلمة
كانت كل من إنانا وعشتار في الأصل إلهتين منفصلتين لا تمتّان لبعضهما بصلة، ولكنهما تساوتا خلال عهد الملك سرجون الأكدي، وأصبح يُنظر إليهما كإلهة واحدة تحت اسمين مختلفين. اشتُق اسم إنانا من العبارة السومرية «nin-an-ak» والتي تعني «سيدة السماء – بالإنجليزية: Lady of Heaven»، لكن العلامة المسمارية للاسم لا تندرج ضمن وصلات الأبجدية الخاصة بالعلامات المسمارية. وقد دفعت هذه الصعوبات اللغوية بعض الباحثين الأوائل بعلم الآشوريات إلى اقتراح أن إنانا قد كانت بالأصل إلهة من حضارة الفرات ما قبل التاريخ، وربما كانت لها علاقة بالإلهة الأم الحورانية هاناهانا التي لم تُقبل ضمن الآلهة السومرية حتى وقت لاحق. أيّدت رعونة إنانا هذه الفكرة بالإضافة إلى حقيقة أنها على خلاف بقية الآلهة السومرية، كانت طائشة وتفتقر إلى القدرة على تحمّل المسؤولية.
كانت فكرة وجود لغة أولية خاصة بسكان منطقة الفرات في جنوب العراق قبل اللغة السومرية مرفوضة على نطاق واسع من قِبَل الباحثين في علم الآشوريات الحديث.
يرد اسم «عشتار» كأحد الأسماء الشخصية في الحقبتين ما قبل وما بعد السرجونية في الحضارات الأكادية والآشورية والبابلية. ويُعدّ الاسم اشتقاق من اللغات السامية وربما قد يكون مرتبط بطريقة ما باسم الآلهة عثتر، الذي ذُكر لاحقًا في نقوش من مدينة أوغاريت وبعض المناطق العربية في الشمال. من المحتمل أن نجم الصباح كان يعتبر من الآلهة الذكور الذين جسّدوا فنون الحرب، بينما اعتُبرت نجمة المساء من الآلهة الإناث اللاتي جسّدن فنون الحب. حلّ اسم الإله الذكر محل اسم نظيرته الأنثى بين الأكاديين والآشوريين والبابليين، ولكن بسبب التوفيق الشامل بين الأديان حول إنانا، ظلت بمثابة آلهة أنثى، على الرغم من أن اسمها كان بصيغة المذكر.

## أيكونغرافيا (علم دراسة الأيقونات)

### الرموز
يُعدّ الرمز الأكثر شيوعًا للآلهة إنانا هو النجمة الثمانيّة، على الرغم من أن العدد الدقيق للرؤوس قد يختلف أحيانًا. تظهر النجوم السداسية أيضًا بشكل متكرر، لكن معناها الرمزي غير معروف حتى الآن. يبدو أن النجمة الثمانيّة قد ارتبطت في الأصل مع السماوات، ولكن بحلول الفترة البابلية القديمة (1830 - 1531 قبل الميلاد)، أصبحت مرتبطة بشكل خاص بكوكب فينوس (الزهرة)، وهو الرمز الحالي للآلهة عشتار. بدءًا من هذه الفترة، أصبح نجم عشتار يظهر مُحاطًا بقرص دائري. خلال العصور البابلية اللاحقة، كان العبيد الذين عملوا داخل معابد عشتار يوسمون بالنار أحيانًا برمز النجمة الثمانية. تظهر النجمة الثمانية في بعض الأحيان على الحجارة الجدارية والأختام الإسطوانية، وقد تظهر أيضًا إلى جانب قمر الهلال الذي يُعتبر رمزًا للإله سين (المعروف باسم نانا عند السومريين ويعني المنير) وأيضًا إلى جانب القرص الشمسي الساطع الذي كان رمزًا للإله شمش (المعروف باسم أوتو عند السومريين).
كان الرسم الفكري المسماري للآلهة إنانا على شكل عقدة ملتوية بشكل خطاف من القصب، والتي تمثل عضادة باب المخزن الذي يعد رمز شائع للخصوبة والوفرة. وكان نقش الزهرة رمزًا مهمًا آخر لإنانا، وقد استمر استخدام هذا الرمز للإلهة عشتار بعد التوفيق بينها وبين إنانا. خلال الفترة الآشورية الجديدة (911 - 609 قبل الميلاد)، من المحتمل أن رمز الزهرة قد طغا على رمز النجمة الثمانية وأصبح الرمز الأساسي للإلهة عشتار. فقد زُيّن معبد عشتار في مدينة أشور بالعديد من النقوش التي أخذت شكل الزهرة.
ارتبط اسم الإلهة إنانا-عشتار برموز حيوانات مثل الهرّة، والذي كان يُعدّ رمزًا للقوة. بدأت ارتباطاتها مع رمز الهرّة خلال العصر السومري. إذ تظهر على وعاء كلوريت من معبد إنانا في نيبور رسومات لهرّة كبيرة تُقاتل ثعبان ضخم وعلى الوعاء ذاته ثمّة نقش مسماري كُتب فيه «إنانا والثعبان» ما يشير إلى أن الهرّة تُمثل الإلهة إنانا. خلال الفترة الأكادية، ظهرت الإلهة عشتار بشكل متكرر بمثابة إلهة مُحاربة برفقة هرّة لتمييزها عن غيرها.
كان الحمام أيضًا من الرموز الحيوانية البارزة المرتبطة بالإلهة إنانا. إذ يظهر الحمام في طقوس عبادة مرتبطة بإنانا منذ بداية الألفية الثالثة قبل الميلاد. اكتُشفت تماثيل للحمام مصنوعة من الرصاص في معبد عشتار في آشور، والتي يعود تاريخها إلى القرن الثالث عشر قبل الميلاد، بالإضافة إلى وجود لوحات جدارية من مملكة ماري في سوريا، تُظهر عليها رسومات لحمامات عملاقة تحلق من شجرة نخيل في معبد عشتار، ما يدل على أن الإلهة كانت ترى نفسها في بعض الأحيان على هيئة حمامة.

### الإلهة إنانا على هيئة كوكب الزهرة
ارتبط اسم الإلهة إنانا بكوكب الزهرة. إذ أشادت العديد من التراتيل بدورها كإلهة كوكب الزهرة. ناقش أستاذ علم اللاهوت جيفري كولي بأن حركات إنانا ربما توافقت مع حركات كوكب الزهرة في السماء في العديد من الأساطير. في حكاية نزول إنانا إلى العالم السفلي، على نقيض أي إله آخر، تمتلك إنانا قدرة النزول إلى العالم السفلي والعودة مجددًا إلى السماء، وهذا متطابق مع حركة كوكب الزهرة، حيث يسقط في الغرب ثم يرتفع مرة أخرى من الشرق. تصف ترتيلة استهلالية إنانا وهي تترك السماوات وتتجه إلى كور(العالم السفلي)، الذي أُشير إليه بسلسلة من الجبال، وتصف الترتيلة أيضًا صعود إنانا وهبوطها المتكرر نحو الغرب. في أسطورة «إنانا وشوكاليتودا»، يُحكى أن شوكاليتودا قد جال السماء كلها بحثًا عن إنانا، وخاصة في الآفاق الشرقية والغربية منها. في الأسطورة ذاتها، أثناء بحث إنانا عن مغتصبها، شوكاليتودا، تقوم إنانا بعدة حركات تتوافق مع حركات كوكب الزهرة.
نظرًا لأن حركات كوكب الزهرة تبدو متقطعة (إذ أنه يختفي عند اقترابه من الشمس لعدة أيام ثم يظهر مجددًا في الأفق الآخر)، لم تعترف بعض الثقافات بكوكب الزهرة باعتباره كيان واحد؛ إذ افترضوا أنه عبارة عن نجمين منفصلين يتوزعان في كل أفق من السماء وهما: نجم الصباح ونجم المساء. ومع ذلك، يشير ختم أسطواني من عصر جمدة نصر إلى أن السومريين القدماء قد عرفوا بالفعل أن نجمي الصباح والمساء كانا عبارة عن كيان سماوي واحد. ترتبط حركات كوكب الزهرة المتقطعة بالطبيعة المزدوجة لإنانا والأساطير حولها.
ارتبط اسم إنانا أيضًا، باعتبارها الإلهة أنونيتو، بالبحث الشرقي لآخر الأبراج في المجموعة النجمية وهو برج الحوت. وارتبط اسم زوجها دومزي مع برج من مجموعة نجمية متجاورة وهو الحمل.

## شخصيتها
يعبد السومريون إنانا باعتبارها إلهة الحرب والجنس. على عكس الآلهة الأخرى، الذين كانت أدوارهم ثابتة ونطاقهم محدود. تصف الأساطير المتعلقة بإنانا بأنها تنتقل من احتلال إلى آخر. صُوّرت إنانا على أنها فتاة طائشة ومتهورة تسعى باستمرار للحصول على طاقة أكبر مما خُصص لها.
على الرغم من أن الناس كانوا يعبدونها كإلهة للحب، إلا أنها لم تكن إلهة الزواج ولم تُعتبر أبدًا إلهة أم. يُشير وصف لها من أحد تراتيلها، «عندما يترك العبيد الأسراب حُرة، وعندما تُعاد الماشية والأغنام إلى الحظيرة، إذًا، يا سيدتي، كفقيرةٍ نكرة، ترتدين لؤلؤة واحدة حول رقبتك، ومع ذلك تستطيعين اختطاف أي رجل من الخمارة». في حكاية نزول إنانا إلى العالم السفلي، تعامل إنانا زوجها بطريقة نَزْوِيّة للغاية. يتم التأكيد على هذا الجانب من شخصية إنانا المتقلبة في النسخة الأكادية القياسية من ملحمة جلجامش والتي يشير فيها جلجامش إلى معاملة إنانا السيئة لزوجها.
كانت إنانا تُعبد أيضًا كواحدة من آلهة الحرب السومرية. تذكر إحدى تراتيلها: «بأنها تثير التوتر والفوضى ضد أولئك الذين لا يخضعون لها، وتُسارع في ارتكاب المجازر، وتُحرّض على حدوث الفيضان المدمر. إذ تعتبر تحريض الصراعات والمعارك كدمية تتسلى بها بلا كلل بينما ترتدي صندلها». وقد يُشار إلى المعركة أحيانًا باسم «رقصة إنانا»

## معرض صور

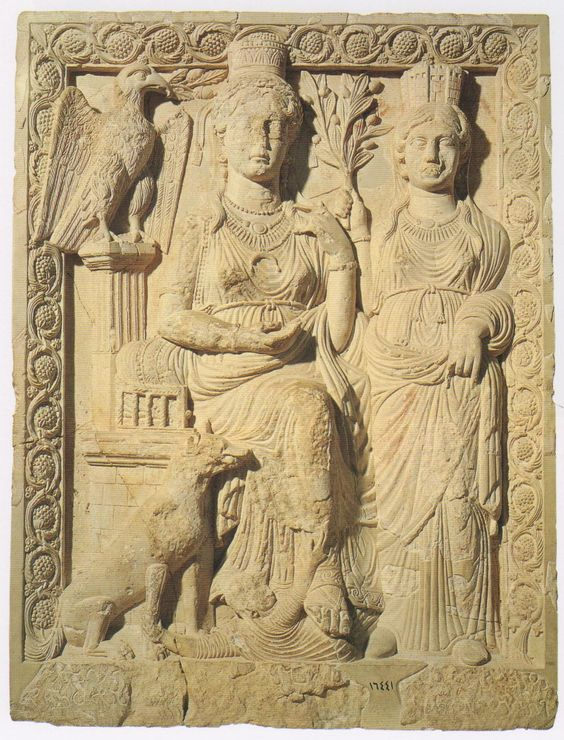
منحوتة غائرة من تدمر تمثل الإلهة عشتار، وعلى جانبها خادمة. القرن الثالث الميلادي. دمشق، سوريا